# Karabinek vz. 33

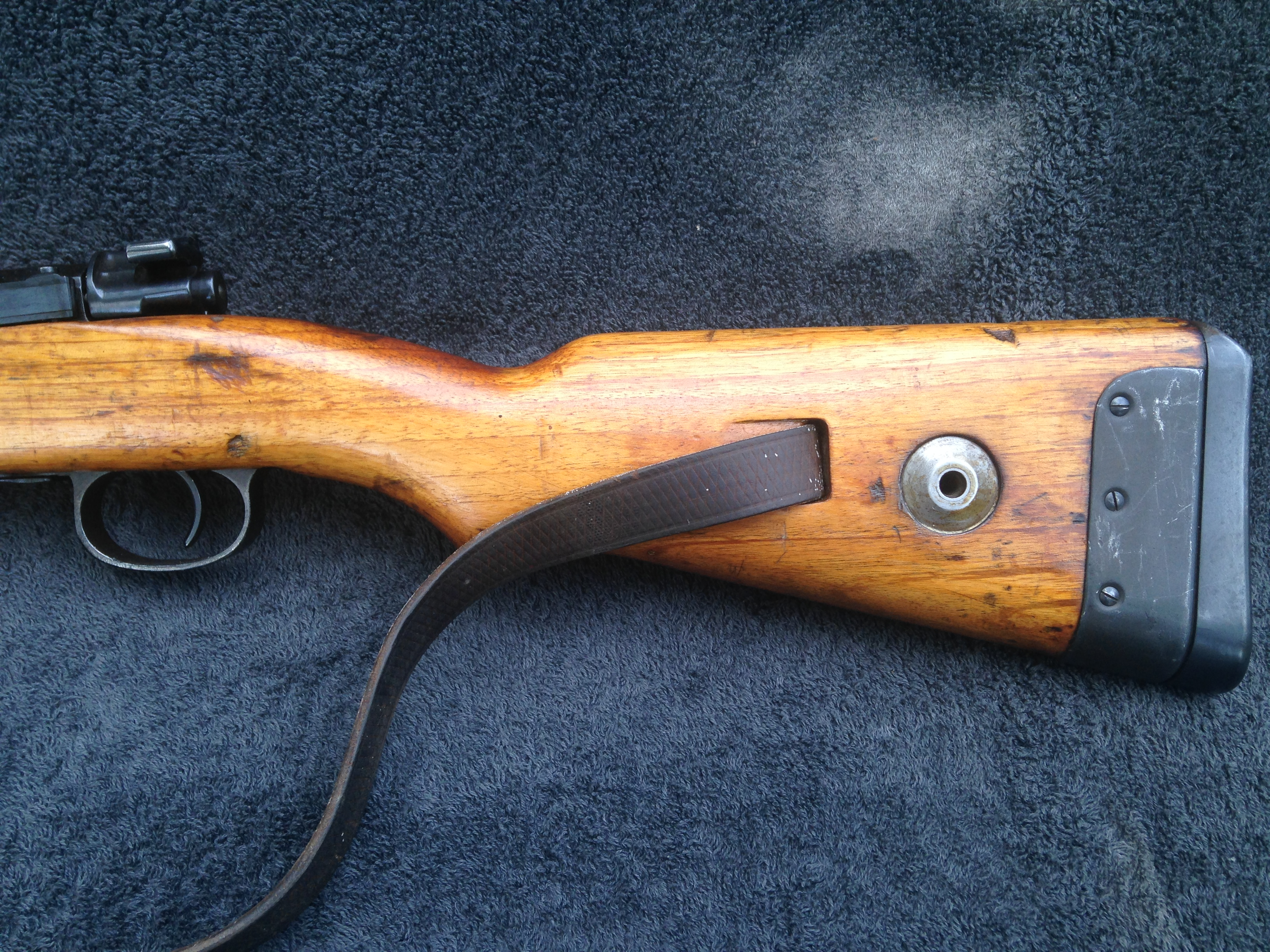
Metalowe okucie kolby po lewej stronie karabinka dodane przez Niemców w celu ochrony kolby przed uszkodzeniem o okute buty piechoty górskiej podczas musztry z bronią

Krátká puška (karabina) vz. 33 (często też oznaczana jako vz. 16/33) – czechosłowacki karabinek produkowany w latach 1934–1939 w Brnie w zakładach Zbrojovka i od 1940 do 1942 dla nazistowskich Niemiec pod oznaczeniem Gewehr 33/40 (t) w zakładach zbrojeniowych w Powaskiej Bystrzycy na Słowacji.

## Historia konstrukcji
Na początku lat 30. XX wieku w Czechosłowacji, na bazie karabinka vz. 24 (produkowanej od 1924 czechosłowackiej wersji karabinu Gewehr 98) postanowiono stworzyć karabinek dla formacji policyjno-porządkowych (żandarmeria, policja, straż graniczna i przemysłowa), które do tej pory używały wysłużonych Mannlicherów M1895. Prototypy wykonano w 1933, produkcja seryjna ruszyła w 1934 i trwała do 1939 to jest do momentu zajęcia kraju przez Niemców i utworzeniu przez nich Protektoratu Czech i Moraw. Czechosłowacy wyprodukowali około 25 300 karabinków.

## Opis konstrukcji
Karabinek vz. 33 był bronią powtarzalną w której zastosowano zamek czterotaktowy typu Mausera z rączką zakończoną gałką i zagiętą do dołu. Bezpiecznik skrzydełkowy, ryglowany dwoma ryglami z przodu i jednym z tyłu. Celownik krzywkowy skalowany od 50 do 500 metrów, co 50 i dalej do 1000 metrów, co 100 metrów. 

## Gewehr 33/40 (t)
W listopadzie 1940 karabinek pod oznaczeniem Gewehr 33/40 (t) wszedł do uzbrojenia Wehrmachtu (strzelcy alpejscy i spadochronowi) i Waffen-SS.
Niemcy zastosowali kilka zmian wobec pierwowzoru:
- zmieniono mocowanie bagnetu dostosowując je do niemieckiego bagnetu S 84/98,
- wprowadzono osłonę muszki i przeniesiono urządzenie do rozbierania zamka ze stopki na kolbę,
- zmniejszono długość lufy do 990 mm (w czechosłowackim 995) i dodano krótką nakładkę na lufie, sięgającą od bączka przedniego do celownika (w czechosłowackim do komory zamkowej),
- zmniejszono prędkość początkową pocisku do 715 m/s (w czechosłowackim 820),
- zwiększono masę broni do 3,8 kg (w czechosłowackim 3,3),
- dodano metalowe okucie kolby po lewej stronie które miało chronić drewnianą kolbę przed uszkodzeniem o okute buty piechoty górskiej podczas musztry z bronią,
- zmieniono mocowanie pasa nośnego do przenoszenia broni.

Niemcy testowali i wyprodukowali niewielką liczbę karabinków ze składaną łamaną kolbą dla jednostek spadochronowych. Ogółem dla niemieckich sił zbrojnych wyprodukowano około 106 tysięcy karabinków a w sumie około 131 400 egzemplarzy.